# Doboșcivka, Mostîska
Doboșcivka (în ucraineană Добощівка) este un sat în comuna Lîpnîkî din raionul Mostîska, regiunea Liov, Ucraina.

## Demografie
Componența lingvistică a localității Doboșcivka
     Polonă (64,29%)
     Ucraineană (35,71%)
Conform recensământului din 2001, majoritatea populației localității Doboșcivka era vorbitoare de polonă (64,29%), existând în minoritate și vorbitori de ucraineană (35,71%).